# 하야시 고타로
하야시 고타로(일본어: 林 幸多郎, 2000년 11월 16일~)는 일본의 축구 선수이다.

## 구단 경력
그는 2023년 J1리그의 요코하마 FC에 입단했다. 2024년 FC 마치다 젤비아로 이적했다.